# Morphine (groupe)
Pour les articles homonymes, voir Morphine (homonymie).
Morphine est un groupe de rock américain fondé en 1989 à Cambridge, dans le Massachusetts, par le chanteur et bassiste Mark Sandman, un ancien de Treat Her Right, et le saxophoniste Dana Colley, qui jouait auparavant à Boston au sein des Three Collers. L'équipe est complétée à la batterie par Jerome Deupree, en alternance avec Billy Conway.
Le groupe se caractérise notamment par l'absence de guitare, fait plutôt rare dans le monde du rock 'n' roll et du blues ; le trio s'appuie sur une base de basse montée avec deux cordes seulement et jouée au bottleneck, une batterie, un saxophone baryton aux sonorités rauques et des chants au ton ironique et désabusé. Dans le milieu des années 1990, le groupe a bénéficié d'une bonne notoriété essentiellement due au bouche à oreille et à de très bonnes critiques de la presse spécialisée.
Après la mort de Sandman survenue en 1999, Colley et Deupree ont continué à jouer le répertoire du groupe, ainsi que de nouvelles créations, au sein de Vapors of Morphine.

## Histoire du groupe
À la fin des années 1980, Mark Sandman joue de la guitare et chante dans Treat Her Right, où officie aussi le batteur Billy Conway. Dana Colley est roadie pour le groupe et joue à l'occasion du saxophone. En 1989, Sandman et Colley créent Morphine en s'adjoignant le batteur Jerome Deupree.
Le groupe sort son premier album Good sur un label indépendant Accurate/Distortion label en 1992 ; cet album est ressorti chez Rykodisc Records en 1993. Jerome Deupree, ayant dû se tenir éloigné du groupe pour des problèmes de santé, c'est Billy Conway qui occupe la batterie sur plusieurs pistes. Good a été très bien reçu et passe beaucoup sur les ondes des radios universitaires alors que les critiques des revues « alternatives » sont élogieuses.
L'accueil fait à Good avait préparé le terrain et Cure for Pain, sorti en 1993, est un succès encore plus large, amplifié par la tournée de promotion aux États-Unis et en Europe. Sur cet album, Conway et Deupree alternent à la batterie, avant le départ de ce dernier. Les ventes atteignent alors 300 000 copies, chiffre impressionnant pour un label indépendant.
Yes, le troisième album sorti en 1995 permet à Morphine de continuer sur sa lancée.

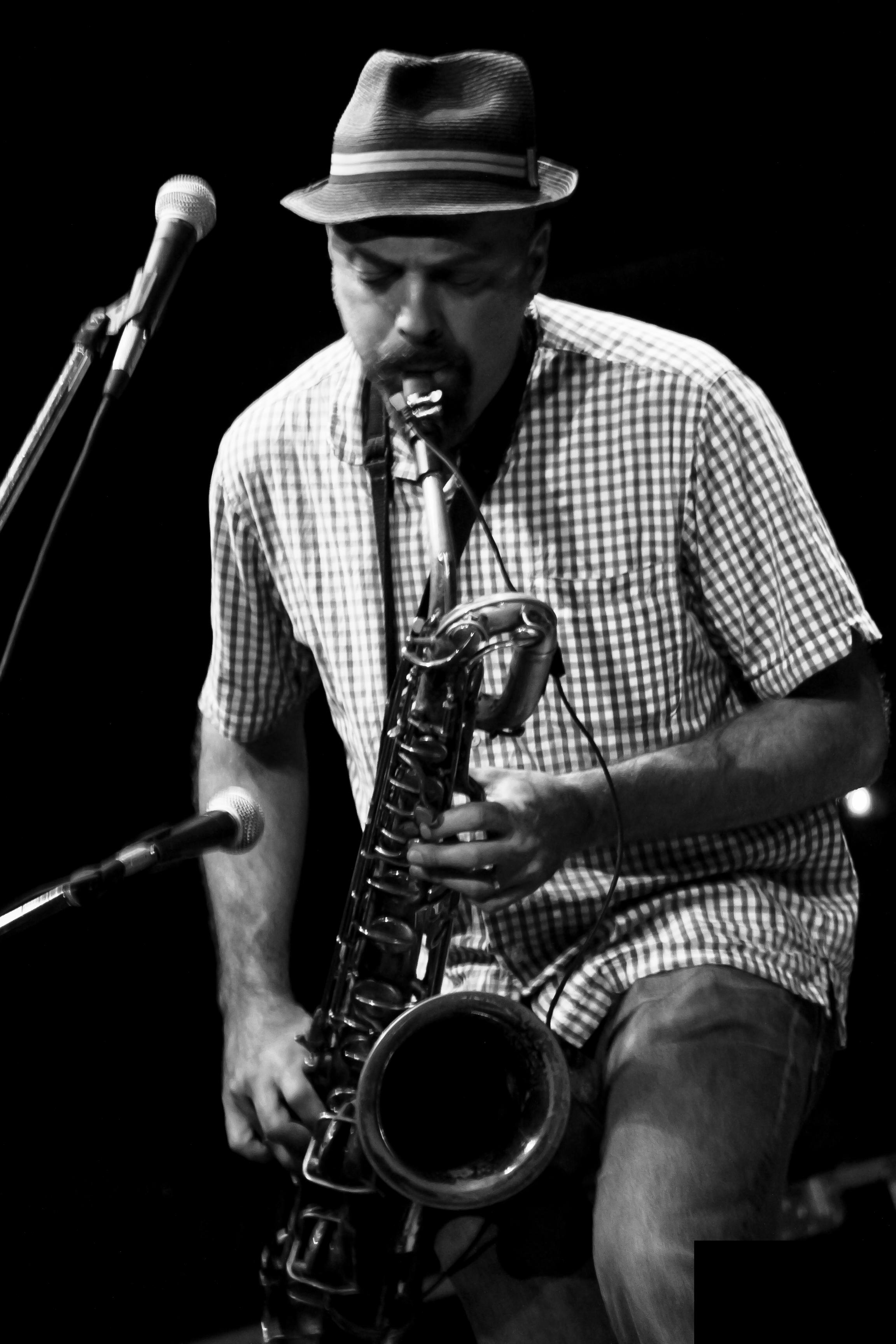
Dana Colley jouant avec Members of Morphine and Jeremy Lyons à Buenos Aires en 2011.

À présent, les gros labels s'intéressent à eux et leur contrat est racheté à Rykodisc par Dreamworks fin 1996. Ils sortent leur premier album sur ce label Like Swimming au printemps 1997 et la critique reste bonne.
Fin 1998, Jerome Deupree rejoint le groupe, il joue de la batterie et des percussions avec Conway.
Le 3 juillet 1999, Sandman s'écroule lors d'un concert donné au festival Nel Nome del Rock à Palestrina, terrassé par une crise cardiaque à l'âge de 46 ans. The Night, album posthume, sort l'année d'après, il dévoile de nouvelles sonorités en faisant intervenir un violoncelle, un alto et un oud. Il est suivi par le live Bootleg Detroit à l'automne 2000.
L'année suivant la mort de Sandman, Colley et Conway créent l'Orchestre Morphine réunissant des amis du chanteur dans le but de lever des fonds pour le Mark Sandman Music Education Fund, une fondation destinée à venir en aide aux jeunes musiciens de Boston.
En 2009, Colley et Deupree reviennent au festival Nel Nome del Rock pour célébrer les dix ans de la mort de Sandman, il s'adjoignent pour cela le chanteur et guitariste Jeremy Lyons. La formation est connue sous diverse appellations, comme Members of Morphine ou the Elastic Waste Band. Elle donne des concerts à la Nouvelle-Orléans, puis en Amérique du Sud et, en 2014, elle prend le nom de Vapors of Morphine. Le groupe a produit trois albums.

## Discographie

### Albums live et compilations
- B-Sides and Otherwise - 1997
- Bootleg Detroit - 2000
- The Best of Morphine: 1992-1995 - 2003
- Sandbox: The Mark Sandman Box Set - 2004
- At your service - 2009
- Live At The Warfield 1997 - 2017

### Projets posthumes
- Members of Morphine and Jeremy Lyons, the Ever Expanding Elastic Waste Band - 2010
- Vapors of Morphine, A New Low - 2016
- Vapors of Morphine, Fear & Fantasy - 2021